# Conrad Siegmund Ziehen

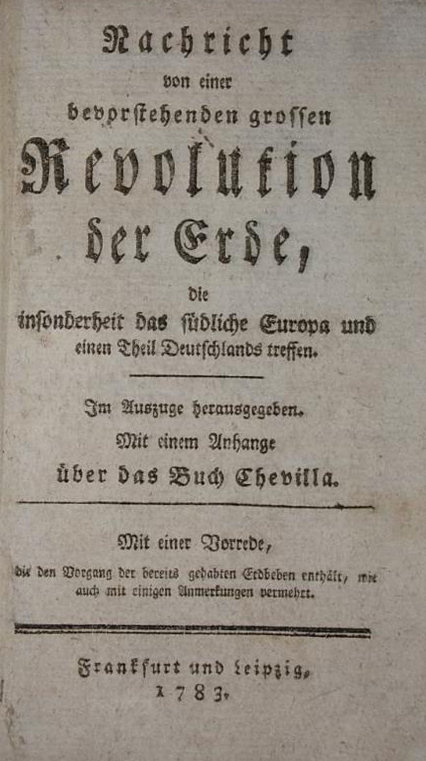
Titelblatt

Conrad Siegmund Ziehen (* 28. Oktober 1727 in Hannover; † 27. Mai 1780) war ein evangelischer Theologe. Seine posthum veröffentlichten Prophezeiungen eines Weltuntergangs fanden seinerzeit nachhaltige Wirkung.

## Leben
Ziehen war anfangs Lehrer an einer Schule in Hannover, Feldprediger im hannoverschen Garderegiment und  Kaplan an der dortigen Hofkirche. Ziehen wurde 1763 Superintendent in Hannoversch-Münden, 1769 Pastor in Zellerfeld. Aufgrund kabbalistischer Studien der Sibyllen (Buch Chevilla) sagte er Erdbeben und die Zerstörung von 7.000 Ortschaften voraus. Er starb überraschend an Fleckfieber, so dass seine Witwe den Druck seiner  Schriften veranlasste.

## Rezeption
Zu den Gegnern seiner Apokalypsen zählte Georg Christoph Lichtenberg:
„…die Zahl der Abgeschmacktheiten dieser in aller Rücksicht elenden Broschüre bis auf 20 und 30 zu vermehren, wenn ich es der Mühe werth achtete, sie genauer durchzugehen. (…) Herr Ziehen war ein redlicher Schwärmer, kein Betrüger wie Schröpfer, er wollte also nur mit dem Eide erhärten, was ihm jeder, der sein Buch liest, und sich auf Physiognomik des Styls versteht, gern ohne Eid glauben wird, nämlich dass er Alles selbst glaube, was er da sage, und mehr konnte er nichts damit erhärten, wollte er durch einen Eid erhärten, dass das südliche Deutschland allmälig sinke, weil die Capella sich erhebe, so hätte er wider Vernunft und Geometrie geschworen!“
In seine Vorlesungsmanuskripte des Wintersemesters 1785/86 schrieb Lichtenberg: 
„… Ziehens Träume sind der tollste Unsinn auf den der menschliche Wahnwitz in wissenschaftlichen Dingen je gefallen ist,“

## Werke
- Des Herrn Superintendenten Ziehen im Zellerfelde Nachricht von einer bevorstehenden großen Revolution der Erde. Frankfurt/Leipzig 1780 (Digitalisat)
- Nachricht von einer bevorstehenden grossen Revolution der Erde, die in Sonderheit das südliche Europa und einen Theil Deutschlands treffen. Im Auszuge herausgegeben. Mit einem Anhange über das Buch Chevilla. Mit einer Vorrede, die den Vorgang der bereits gehabten Erdbeben enthält, wie auch mit einigen Anmerkungen vermehrt. Frankfurt und Leipzig, 1783. 48 Seiten.
- Nachricht von den möglichen Ursachen der Revolution der Erde, und der Auflösung der Welt auf eine natürliche Weise, und vom Jüngsten Tage, als eine Fortsetzung zur Ziehenschen Nachricht von der Revolution der Erde und des Buches Chevilla zu lesen. 1784.
- Das Neue geheime Buch Chevilla von den wunderseltsamen Veränderungen der Erde, des Meeres, der Berge, des Himmels, von der Structur der Sonne, u. s. f. Herausgegeben von Z., 4 Theile. Linz 1786
- Schriften. Bd. 1. Anzeige eines bevorstehenden ausserordentlichen Erdfalls. Frankfurt, Leipzig 1786